# Rimelia simulans
Rimelia simulans är en lavart som först beskrevs av Hale, och fick sitt nu gällande namn av Hale & A. Fletcher. Rimelia simulans ingår i släktet Rimelia och familjen Parmeliaceae.   Inga underarter finns listade i Catalogue of Life.